# Coquillettomyia indica
Coquillettomyia indica är en tvåvingeart som först beskrevs av Rao och Saksena 1959.  Coquillettomyia indica ingår i släktet Coquillettomyia och familjen gallmyggor. Inga underarter finns listade i Catalogue of Life.